# اما ابوت
 اما ابوت (انگلیسی: Emma Abbott؛ ۹ دسامبر ۱۸۵۰ – ۵ ژانویهٔ ۱۸۹۱) یک هنرپیشه، سوپرانو، و نوازنده اهل ایالات متحده آمریکا بود.